# Brotherhood of Man
Brotherhood of Man é uma banda pop britânica da década de 1970 que venceu o Festival Eurovisão da Canção 1976 interpretando a canção "Save your kisses for me (Guarda os teus beijos para mim). O grupo era constituído por dois elementos do sexo masculino e dois do sexo feminino, o modelo seguido pelos ABBA, em 1974.
Depois de vencerem o referido festival continuaram a ter êxitos no Reino Unido.

## história
Brotherhood of Man foi formada pelo produtor / compositor Tony Hiller em 1969, e originalmente apresentava seu co-escritor John Goodison com Tony Burrows, Roger Greenaway, Sue Glover e Sunny Leslie.

## Singles
- United me stand
- Where are you going to my love
- Save your kisses for me (1976), grande êxito em toda a Europa e mesmo nos Estados Unidos. É o tema mais popular desta banda.
- My sweet Rosalie
- Oh boy (the mood I´m in)
- Angelo
- Figaro
- Beautiful lover
- Middle of the night
- Lighting flash